# Dennis Rohde

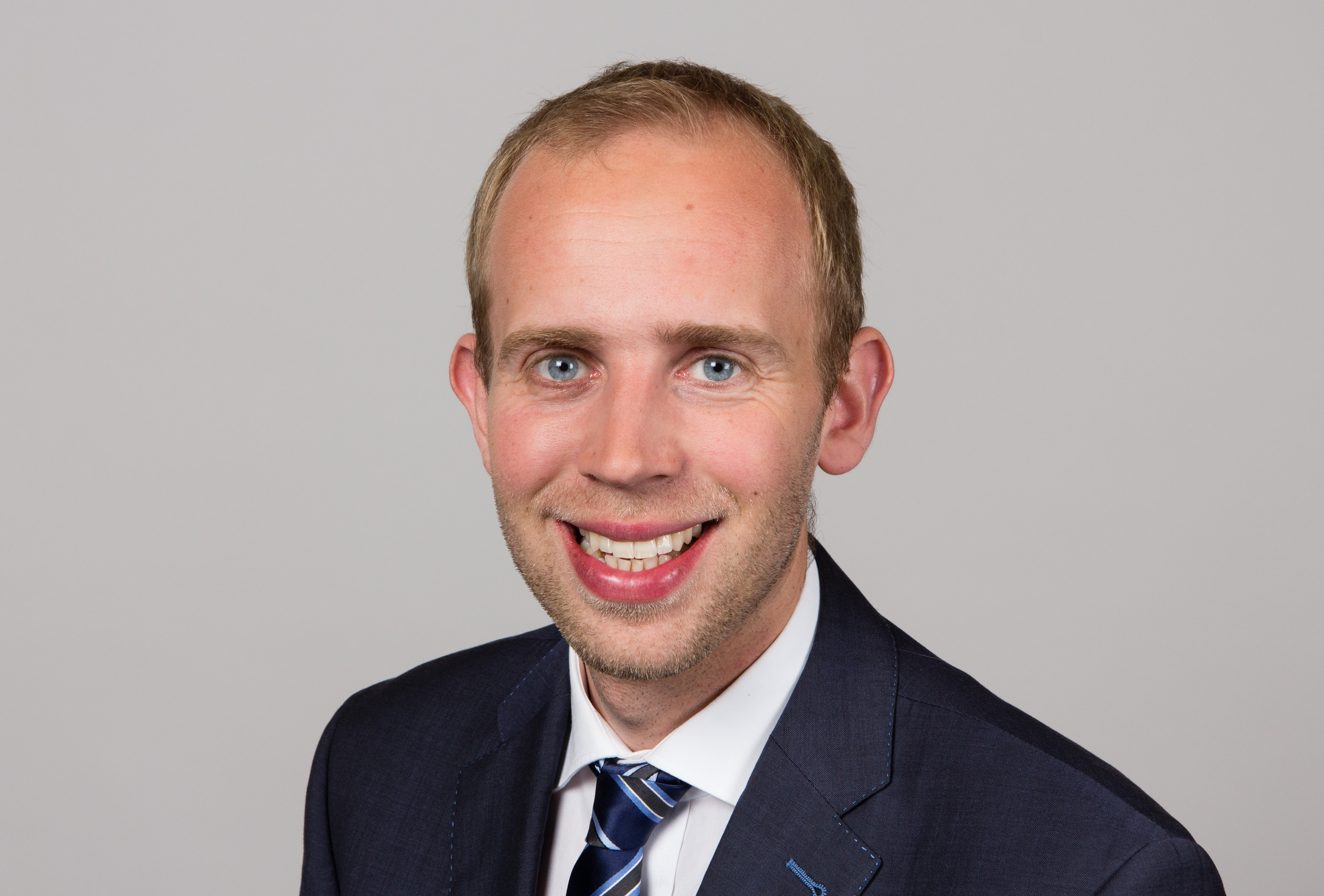
Rainer Gross (2014)

Dennis Rohde (* 24. Juni 1986 in Oldenburg) ist ein deutscher Politiker (SPD) und Rechtsanwalt. Er ist seit 2013 Mitglied des Deutschen Bundestages und seit 2025 Parlamentarischer Staatssekretär bei dem Bundesminister der Finanzen.

## Leben
Rohde legte im Jahr 2006 am Neuen Gymnasium Oldenburg sein Abitur ab. Im Anschluss studierte er Rechtswissenschaft an der Gottfried Wilhelm Leibniz Universität Hannover. Im Jahr 2010 legte er die Erste Prüfung ab. Nach dem Rechtsreferendariat am Oberlandesgericht Oldenburg folgte 2013 die Zweite Staatsprüfung. Bis zum Eintritt in den Deutschen Bundestag arbeitete Rohde als Rechtsanwalt in Westerstede. Er ist verheiratet und hat einen Sohn.

## Partei
Rohde ist seit 2002 Mitglied der SPD. Er engagierte sich zunächst bei den Jusos und war dort von 2005 bis 2011 stellvertretender Bezirksvorsitzender und zwischen 2007 und 2009 stellvertretender Landesvorsitzender in Niedersachsen. In den Jahren 2009 bis 2019 war er Vorsitzender der SPD im Landkreis Ammerland. Rohde ist seit dem Jahr 2013 Mitglied des Bezirksvorstandes der SPD Weser-Ems und war von 2017 bis 2022 deren Schatzmeister. Seit 2022 ist er Vorsitzender des SPD-Bezirks Weser-Ems. Rohde ist Teil des als konservativ wahrgenommenen Seeheimer Kreises.

## Öffentliche Ämter
Rohde war in den Jahren 2011 bis 2023 Mitglied des Kreistages des Landkreises Ammerland und von 2006 bis 2023 Ratsherr der Gemeinde Wiefelstede. Dort war er von 2011 bis 2014 auch Fraktionsvorsitzender. Im September 2013 wurde er per Direktmandat in den Deutschen Bundestag gewählt und bei der Wahl 2017 bestätigt. Er vertritt den Bundestagswahlkreis Oldenburg – Ammerland. Im 18. Deutschen Bundestag (2013–2017) war Rohde Mitglied im Rechnungsprüfungsausschuss, im Rechtsausschuss des Deutschen Bundestages und im Haushaltsausschuss.
Im 19. Deutschen Bundestag (seit 2017) war Rohde zunächst Mitglied und stellvertretender Vorsitzender des Haushaltsausschusses und stellvertretender haushaltspolitischer Sprecher der SPD-Bundestagsfraktion. Seit dem 12. Mai 2020 war er haushaltspolitischer Sprecher seiner Fraktion als Nachfolger des zurückgetretenen Johannes Kahrs. Von Kahrs übernahm er am 18. Juni 2020 ebenfalls den Vorsitz im Vertrauensgremium. Er war stellvertretendes Mitglied im Ausschuss für Kultur und Medien und zudem ordentliches Mitglied im Ältestenrat. Am 17. Februar 2022 wurde er stellvertretender Vorsitzender des Vertrauensgremiums zur Billigung der Haushaltspläne der Nachrichtendienste des Bundes.
Bei der Wahl zum 20. Deutschen Bundestag am 26. September 2021 gewann Rohde das Direktmandat im Wahlkreis Oldenburg-Ammerland mit 38,2 % der Erststimmen. In der 20. Wahlperiode ist Rohde Mitglied im Haushaltsausschuss und weiterhin haushaltspolitischer Sprecher seiner Fraktion. Daneben ist er stellv. Vorsitzender des Vertrauensgremiums und stellv. Mitglied im Ausschuss für Kultur und Medien.
Im Zuge der Bildung des Kabinetts Merz wurde er am 6. Mai 2025 zum Parlamentarischen Staatssekretär bei dem Bundesminister der Finanzen, Lars Klingbeil (SPD), ernannt.

## Untersuchungsausschuss zur Berateraffäre
Rohde war Sprecher seiner Fraktion im 1. Untersuchungsausschuss des Verteidigungsausschusses der 19. Wahlperiode des Deutschen Bundestages. Als Reaktion auf die Vorgänge im Bundesministerium der Verteidigung forderte er unter anderem Veränderungen am Untersuchungsausschussgesetz und damit mehr Möglichkeiten für den Deutschen Bundestag. Auch müsse sich der Staat wieder unabhängiger von Beratern machen und den eigenen Staatsapparat stärken.

## Mitgliedschaften
Rohde ist Mitglied des Bundespräsidiums der Arbeiterwohlfahrt. Zudem ist er Mitglied der Europa-Union Deutschland, die sich für ein föderales Europa und den europäischen Einigungsprozess einsetzt und Schatzmeister der Deutschen Parlamentarischen Gesellschaft.